# Gerrit Rietveld
Gerrit Rietveld   (Utrecht, 24 de juny de 1888 - Utrecht, 25 de juny de 1964) va ser un arquitecte i dissenyador neerlandès.

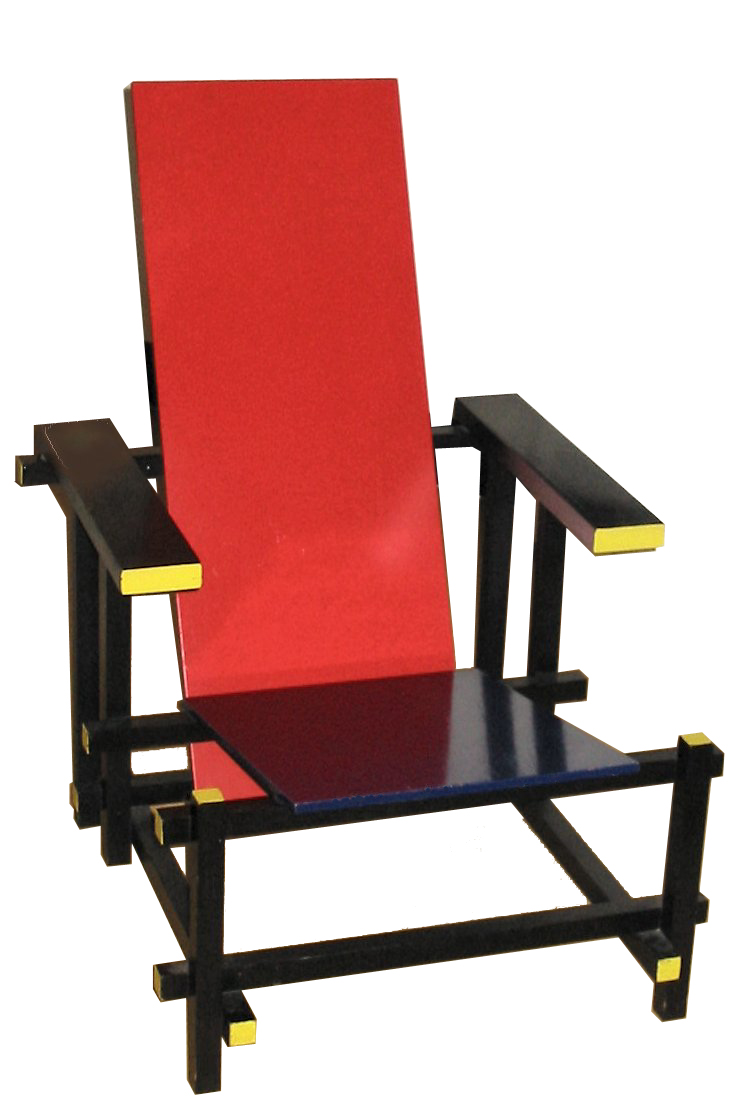
Cadira Vermella

El 1911, Rietveld va engegar la seva pròpia fàbrica de mobles, mentre estudiava arquitectura. El 1918 va dissenyar la Cadira Vermella i Blava, influenciat pel moviment De Stijl, al que va entrar a formar part el 1919, el mateix any que es va graduar. El 1924 va projectar la Casa Schröder, a Utrecht, la seva obra més important. Rietveld va trencar amb el moviment De Stijl el 1928 i es va unir al Nieuwe Zakelijkheid. Aquest mateix any es va adherir al Congrés Internacional d'Arquitectura Moderna (CIAM). El 1934 va dissenyar la cadira Zig-Zag i va començar el projecte del Museu van Gogh a Amsterdam.